# Yvonne Orji
Pour les articles homonymes, voir Orji.
Yvonne Orji, née le 2 décembre 1983 à Port Harcourt dans l'État de Rivers au Nigeria, est une actrice nigériano-américaine. 
Elle se fait connaître par la série télévisée comique à succès Insecure du réseau HBO.

## Biographie

### Jeunesse et formation
Issue d'une famille de quatre enfants, ses parents sont originaires du Nigeria. Elle est élevée dans la religion catholique. Sa mère, après s'être expatriée aux États-Unis alors qu'Yvonne Orji est âgée de six ans, obtient son diplôme d'infirmière
Dans un premiers temps, Yvonne Orji fait ses études dans le domaine de la santé publique et décroche une maîtrise. Une fois diplômée, elle travaille dans un organisme à but non lucratif, puis, s'installe un temps au Liberia. 

### Carrière
Alors qu'elle se prédestine à faire carrière en tant que médecin ou avocat, elle finit par déménager à New York, à ses 25 ans, afin de se consacrer à sa carrière d'actrice. Complètement fauchée, elle vivait entre les arrondissements de Queens et de Manhattan (Harlem).  
À ses débuts, elle pratique, pendant un temps, le stand-up. Un travail de nuit qu'elle n'apprécie pas mais qui lui offre une rentrée d'argent. Elle se produit également dans des productions universitaires et travaille comme écrivain pour une série télévisée en développement à Los Angeles. Bien que ce projet ne dépasse pas le stade de pilote, l'actrice se sert de la vidéo de son audition pour passer le casting d'Insecure. Elle s'inspire de son propre parcours, une série centrée sur une jeune nigériane qui abandonne l'école de medicine pour devenir comédienne.  
En 2016, alors sans agent artistique et sans réelles expériences dans le domaine du divertissement, elle décroche le rôle de la meilleure amie d'Issa Rae dans la série télévisée comique Insecure. C'est Issa Rae elle-même qui décide de lui laisser sa chance, séduite par la vidéo de son audition. Diffusée par le réseau HBO, ce show rencontre le succès et lui permet de se faire connaître. 
En 2018, elle obtient ainsi son premier grand rôle dans un long métrage pour la comédie Back to School portée par le tandem Kevin Hart et Tiffany Haddish. Le film décroche la première place du box-office américain à sa sortie,. 
En 2019, l'actrice reçoit sa troisième proposition pour le NAACP Image Awards de la meilleure actrice dans un second rôle dans une série télévisée comique. La même année, elle est mise en lumière en participant à une séance photo pour le magazine d'Oprah Winfrey et elle tourne le film de science-fiction Spontaneous avec Katherine Langford et Charlie Plummer. 
Elle participe aussi à la série de sketchs produite par Issa Rae pour le réseau HBO, A Black Lady Sketch Show, qui met en scène de nombreuses personnalités afro-américaines reconnues telles que Laverne Cox, Aja Naomi King, Angela Bassett, Yvette Nicole Brown, Kelly Rowland et d'autres. Puis, Insecure revient après une pause d'un an pour une quatrième saison.

### Vie privée
Bien loin du personnage de Molly dans Insecure, elle a déclaré, en tant que fervente chrétienne, vouloir rester vierge jusqu'à son mariage. En 2018-2019 est en couple avec Emmanuel Acho, un joueur de la NFL. 
Elle cite Chris Rock, Eddie Murphy, Wanda Sykes et Steve Carell comme artistes l'ayant poussé à se lancer dans la comédie. La longévité de la carrière des actrices Regina King et Angela Bassett est une source d'inspiration pour elle.

## Filmographie

### Cinéma

#### Courts métrages
- 2013 : Sex (Therapy) with the Jones de Hari Williams : Moshinda
- 2016 : 30 Days Notice de Patricia Cuffie-Jones : Taylor

#### Longs métrages
- 2018 : Back to School de Malcolm D. Lee : Maya
- 2020 : Spontaneous de Brian Duffield : Agent Rosetti
- 2021 : Nos pires amis de Clay Tarver : Emily
- 2022 : The Blackening de Tim Story
- 2023 : Nos pires amis 2 de Clay Tarver : Emily

### Télévision

#### Séries télévisées
- 2011 : Love That Girl! : Njideka (1 épisode)
- 2016 - 2020 : Insecure : Molly Carter (rôle principal - 27 épisodes)
- 2017 : Jane the Virgin : Stacy (saison 3, 2 épisodes)
- 2017 : Flip the Script : Ad Exec 1 (1 épisode)
- 2019 : A Black Lady Sketch Show : Danae / Une passagère de l'avion (saison 1, épisodes 1 et 5)

### En tant que productrice
- 2020 : Yvonne Orji: Momma, I Made It (stand-up - également scénariste)

## Distinctions
Sauf indication contraire ou complémentaire, les informations mentionnées dans cette section proviennent de la base de données IMDb.

### Récompenses
- Black Reel Awards for Television 2020 : meilleure actrice dans un second rôle dans une série télévisée comique pour Insecure

### Nominations
- Black Reel Awards for Television 2017 : meilleure actrice dans un second rôle dans une série télévisée comique pour Insecure
- 48e cérémonie des NAACP Image Awards 2017 : meilleure actrice dans un second rôle dans une série télévisée comique pour Insecure
- Black Reel Awards for Television 2018 : meilleure actrice dans un second rôle dans une série télévisée comique pour Insecure
- 49e cérémonie des NAACP Image Awards 2018 : meilleure actrice dans un second rôle dans une série télévisée comique pour Insecure
- Black Reel Awards for Television 2019 : meilleure actrice dans un second rôle dans une série télévisée comique pour Insecure
- 50e cérémonie des NAACP Image Awards 2019 : meilleure actrice dans un second rôle dans une série télévisée comique pour Insecure
- 72e cérémonie des Primetime Emmy Awards 2020 : meilleure actrice dans un second rôle dans une série télévisée comique pour Insecure